# Gaby Herrera
Gabriela Elizabeth Herrera Arzola (Monterrey, Nuevo León, México; 17 de septiembre de 1990) también conocida deportivamente como Gaby Herrera es una futbolista mexicana. Juega de guardameta en Santos Laguna de la Primera División Femenil de México.

## Trayectoria

### Inicios
Comenzó jugando fútbol callejero con hombres, de defensora, cuando era adolescente. Luego de acudir a unas pruebas, se ganó una beca para estudiar en un Cecyte, en donde comenzó a desempeñarse como guardameta. Representó a Apodaca en un selectivo estatal, donde sus actuaciones la llevaron a representar a México en la "Homeless World Cup" torneo de fútbol callejero que reúne a personas hayan vivido situaciones de vulnerabilidad, en donde México ganó el título en ambas ramas y ella fue galardonada como "Mejor portera". Luego participó de otro torneo internacional de "Street Soccer" en Inglaterra y a finales del 2015 fue convocada por el Tri Femenil dirigido por Leonardo Cuéllar en ese entonces, aunque no logró quedar en la lista de seleccionadas para el Mundial de Canadá 2015. Tuvo también un paso efímero por el equipo amateur de Puebla.

### CF Pachuca
Luego de su breve paso por Puebla, se marchó a León a trabajar en escuelas de la familia de Francisco "Kikín" Fonseca donde fue maestra de fútbol. Se enteró de que Pachuca estaba realizando pruebas para su equipo femenil, se inscribió y fue fichada. En 2016 firmó su contrato profesional con el equipo Tuzo. No disputó partidos oficiales, una lesión de rodilla la marginó de poder jugar con las Tuzas el torneo de Copa MX y el primero de Liga, aunque ganó la Copa de la Liga MX 2017.

### Club León
En 2018 llega al León. Donde permanece por dos temporadas y ataja 11 partidos.

### Cruz Azul
Para el Apertura 2019 fue fichada por Cruz Azul. Donde disputa 9 partidos. Se marcha del club en junio de 2020.

### FC Juárez
Durante el Clausura 2021 emigra a FC Juárez. Disputa 9 partidos hasta inicios del año 2022.

### Gimnasia de La Plata
El 7 de febrero de 2022 se hace oficial su llegada a Gimnasia y Esgrima La Plata, de la Primera División A, firmando contrato por 1 año. Debutó en la victoria 4-1 de su equipo ante Estudiantes de Buenos Aires, en Estancia Chica, el 28 de febrero de 2022. Rápidamente se afianzó como titular indiscutida. El pase de Gaby a Las Lobas fue considerado histórico por los medios de comunicación, tanto argentinos como mexicanos, ya que es la primera mexicana en jugar en la máxima categoría argentina.

### Ferro
El 11 de enero de 2023 el club hace oficial la llegada de la guardameta mexicana a Las Pibas del Oeste dirigido por Franco Bertera, quien ya había sido su D.T. anteriormente en el club Juárez.

### Santos Laguna
En 2024 se suma al Club Santos Laguna.

## Estadísticas

### Clubes
| Club          | Liga                     | País      | Año             |
| ------------- | ------------------------ | --------- | --------------- |
| CF Pachuca    | Primera División Femenil | México    | 2017            |
| Club León     | Primera División Femenil | México    | 2017 - 2019     |
| Cruz Azul     | Primera División Femenil | México    | 2019 - 2020     |
| FC Juárez     | Primera División Femenil | México    | 2020 - 2022     |
| Gimnasia LP   | Primera División A       | Argentina | 2022 - 2023     |
| Ferro         | Primera División A       | Argentina | 2023 - 2024     |
| Santos Laguna | Primera División Femenil | México    | 2024 - presente |